# Sarangarh
Sarangarh é uma cidade e uma nagar panchayat no distrito de Raigarh, no estado indiano de Chhattisgarh.

## Geografia
Sarangarh está localizada a 21° 36′ N, 83° 05′ L. Tem uma altitude média de 217 metros (711 pés).

## Demografia
Segundo o censo de 2001, Sarangarh tinha uma população de 14 458 habitantes. Os indivíduos do sexo masculino constituem 51% da população e os do sexo feminino 49%. Sarangarh tem uma taxa de literacia de 70%, superior à média nacional de 59,5%: a literacia no sexo masculino é de 80% e no sexo feminino é de 60%. Em Sarangarh, 13% da população está abaixo dos 6 anos de idade.